# ديبوسيت (نيويورك)
ديبوسيت (بالإنجليزية: Deposit (town), New York)‏ هي بلدة أمريكية تقع في الولايات المتحدة في مقاطعة ديلاوير. يقدر عدد سكانها بـ 1,712 نسمة .